# Rafael Trigueros
Rafael Trigueros Sánchez-Rojas fue un militar español. 

## Biografía
Militar profesional, llegó combatir en la guerra del Rif enrolado en el Tercio de la Legión. En julio de 1936 —al estallido de la guerra civil— se encontraba en Madrid, en situación de retirado del ejército y con el rango de capitán. Regresó al servicio militar, integrándose más tarde en el Ejército Popular de la República.
En marzo de 1937 fue nombrado comandante de la 81.ª Brigada Mixta, en el frente de Teruel, puesto que retuvo durante el periodo de formación de la unidad. Posteriormente también ostentaría brevemente el mando de la 214.ª Brigada Mixta. A finales de agosto de 1937 fue designado comandante de la 68.ª División, en fase de formación en Manzanares. Posteriormente tomó parte en la batalla de Teruel al frente de su unidad. Como reconocimiento por el buen comportamiento de su división Trigueros sería ascendido, alcanzando el rango de teniente coronel. En abril de 1938 se le entregó el mando del X Cuerpo de Ejército, puesto que ostentó durante algún tiempo.
Tras el final de la contienda sería encausado por el Tribunal para la Represión del Masonería y el Comunismo.